# Лилеева, Эмилия Августиновна
Эмилия Августиновна Лилеева (настоящая фамилия Шеффердекер; 1824—1893) — русская оперная певица (лирико-драматическое сопрано).

## Биография
Эмилия Шеффердекер родилась 24 декабря 1823 года (5 января 1824) в Санкт-Петербурге.
Некоторые источники называют её псевдоним чуть по-другому — Лильева.
Пению обучалась на вокальном отделении Петербургского театрального училища. Ещё в годы обучения стала выходить на сцену. В 1841 году дебютировала в партии Ритты. А 27 ноября 1842 года, тоже ещё ученицей, стала первой исполнительницей партии Гориславы в опере М. И. Глинки «Руслан и Людмила» на сцене Петербургского Большого Каменного театра. Однако, по мнению М. Глинки, эта партия певице не удалась.
По окончании училища в 1843 году была принята в оперную труппу Петербургской императорской сцены.
В 1846—1847 гг. она принимала участие в спектаклях московского Большого театра, в частности, в 1846 году, когда в Москве впервые прозвучала опера «Руслан и Людмила», она вновь исполнила партию Гориславы.
5 (17) декабря 1847 года стала первой исполнительницей партии Флер де Лис в опере («Эсмеральда» А. Даргомыжского на сцене московского Большого театра, причем композитор сам готовил с ней эту партию.
А через несколько лет Даргомыжский занимался с ней партией Ольги в опере («Русалка», готовя к премьере, прошедшей в Санкт-Петербурге 4 (16) мая 1856 года.
Начиная с 1848 года участвовала в спектаклях петербургской труппы Итальянской оперы.
Выступала на Петербургских сценах: Большой Каменный театр, Александринский театр, а последние годы, в 1860—1866 пела в Мариинском театре.
Ушла со сцены в 1866 году.
Критика отмечала: «Обладала небольшим, но гибким и приятным колоратурным сопрано». {Риман}; «Обладала небольшим, ровным, гибким, хорошо обработанным голосом, легко преодолевала технические трудности (владела колоратурой). Композитор А. Серов считал Л. одной из лучших исп. партии Аннхен даже в сравнении с итал. певицами».
Партии:
1-я исполнительница партий: Горислава («Руслан и Людмила», 1842), Маша («Ольга, дочь изгнанника»), Флер де Лис («Эсмеральда» А. Даргомыжского), Бертальда («Ундина»), Аннушка («Фомка-дурачок»), Ольга («Русалка» А. Даргомыжского), Любовь Кочубей («Мазепа» Б. Фитингофа-Шеля), Одарка («Запорожец за Дунаем» С. Гулака-Артемовского);
в московском Большом театре — Горислава («Руслан и Людмила», 1846), партия ? («Дочь полка»);
в Петербурге — Флер де Лис («Эсмеральда»);
на русской сцене — Берты де Силлиан («Мушкетеры королевы»).
Другие партии: Маша («Иван Сусанин» К. Кавоса), Юлия («Пан Твардовский» А. Н. Верстовского); Марцелина («Водовоз»), Вениамин («Иосиф»), Изабелла («Роберт-Дьявол»), Церлина («Фра-Дьяволо, или Гостиница в Террачине»), Генриетта («Пуритане»), а также комичнские и характерные роли — Пахита, Стелла, Адина.
Партнёры: П. П. Булахов, С. Гулак-Артемовский, Л.Леонов, П. Гумбин, Д. Куров, А. Латышева (Лилеева 2-я), Д. Леонова, О. Петров, А. Петрова-Воробьёва, Е.Марсель-Рыкалова, А. Н. Петрова.
Пела п/у К. Альбрехта, И. Иоганниса, А. Рубинштейна.
Эмилия Августиновна Лилеева умерла 4 (16) сентября 1893 года. Была похоронена в Санкт-Петербурге на Новодевичьем кладбище. Надгробие не сохранилось.